# Liste der Kulturdenkmale in Tauchritz
In der Liste der Kulturdenkmale in Tauchritz sind sämtliche Kulturdenkmale des Görlitzer Ortsteils Tauchritz verzeichnet, die bis September 2024 vom Landesamt für Denkmalpflege Sachsen erfasst wurden (ohne archäologische Kulturdenkmale). Die Anmerkungen sind zu beachten.
Diese Liste ist eine Teilliste der Liste der Kulturdenkmale in Görlitz.

## Liste der Kulturdenkmale in Tauchritz
| Bild                                    | Bezeichnung | Lage                                                      | Datierung                                                                                   | Beschreibung | ID       |
| --------------------------------------- | --- | --------------------------------------------------------- | ------------------------------------------------------------------------------------------- | --- | -------- |
|                                         | Sächsisch-Preußischer Grenzstein: Pilar Nr. 17 | (Gemarkung Hagenwerder, Flur 5, Flurstück 55/2) (Karte)   | Nach 1828                                                                                   | Siehe auch Sachgesamtheitsdokument – Obj. 09305644, vermessungsgeschichtlich und landesgeschichtlich von Bedeutung als Zeitdokument der historischen Grenzziehung zwischen Sachsen und Preußen nach dem Wiener Kongress 1815. Der ehemalige Standort des Steines liegt heute im Berzdorfer See, er wurde im Wald südwestlich davon neu aufgestellt. | 09305406 |
|                                         | Einrichtungen im Braunkohlentagebau Berzdorf: Hochbunker (ehemaliges Siebgebäude), Schrägbandförderer, Grabenbunker mit Fördergeräten, Grabenschöpfgerät B300, Skipschachtanlage mit Förderturm, Fördermaschinenhaus mit Fördermaschine                                                    | (Gemarkung Hagenwerder, Flur 5, Flurstück 183/24) (Karte) | 1920er Jahre (Schrägbandförderer); nach 1950 (Förderturm); 1950er Jahre (Grabenschöpfgerät) | Technikgeschichtlich und regionalgeschichtlich von Bedeutung | 09282200 |
| Direkt Bild zu diesem Denkmal hochladen | Wohnstallhaus und Scheune | Berzdorfer Straße 11 (Karte)                              | Mitte 19. Jahrhundert (Wohnstallhaus); bezeichnet mit 1864 (Scheune)                        | Wohnstallhaus Obergeschoss Fachwerk, baugeschichtlich und wirtschaftsgeschichtlich von Bedeutung | 09277240 |
| Direkt Bild zu diesem Denkmal hochladen | Wohnhaus | Berzdorfer Straße 12 (Karte)                              | Bezeichnet mit1834                                                                          | Baugeschichtlich von Bedeutung | 09277239 |
| Direkt Bild zu diesem Denkmal hochladen | Ländliches Wohnhaus | Berzdorfer Straße 19 (Karte)                              | Bezeichnet mit 1813                                                                         | Stattlich zweigeschossig mit Krüppelwalmdach und Hecht, baugeschichtlich von Bedeutung. Alte Hausnummer: 12. | 09277237 |
| Direkt Bild zu diesem Denkmal hochladen | Wohnhaus | Berzdorfer Straße 20 (Karte)                              | 1. Hälfte 19. Jahrhundert                                                                   | Rechter Teil Obergeschoss Fachwerk, baugeschichtlich von Bedeutung | 09277236 |
| Direkt Bild zu diesem Denkmal hochladen | Wohnstallhaus, Seitengebäude und Scheune eines Dreiseithofes | Berzdorfer Straße 29, 30 (Karte)                          | 1. Hälfte 19. Jahrhundert                                                                   | Wohnstallhaus Nummer 29 im Obergeschoss Fachwerk, baugeschichtlich und wirtschaftsgeschichtlich von Bedeutung. | 09277238 |
| Weitere Bilder                          | Kirche und Kirchhof Tauchritz Kirche mit Kirchhof, einigen historischen Grabmalen und Einfriedungsmauer, als Zugänge Pforten im Westen und Norden (einflügeliges Ziergittertor), Zufahrtstor im Süden (zweiflügeliges Ziergittertor) sowie zwei Winter-Linden (Tilia cordata) als Torbäume | Kirchplatz (Karte)                                        | 1686                                                                                        | Baugeschichtlich und ortsgeschichtlich von Bedeutung. Evangelische Pfarrkirche. Turmlose Saalkirche, nach Brand des Vorgängerbaus 1686 errichtet, Dacherneuerung 1993. Verputzter Bruchsteinbau, der eingezogene Chor mit 7/12-Schluss und Sakristei. Hohe, schmale Rechteckfenster und Satteldach mit Fledermausgaupen. Reste der ehemaligen Quaderbemalung an der Nord- und Südwand noch vorhanden, an der Nordseite zweigeschossiger Logenanbau. Die Westseite schlicht, mit zwei Schallöffnungen im Giebel und Flachbogeneingang. Der Saal mit Flachdecke. An der Westwand Orgelempore, an der Nord- und Südseite doppelte Emporen mit marmorierten Brüstungsfeldern, an der Nordseite des Chores verglaste Loge mit Holzbrüstung. Spätbarocker Kanzelaltar des 18. Jahrhunderts, zwischen zwei marmorierten Säulen, die ein schweres, verkröpftes Gebälk tragen, die schlichte, polygonale Kanzel mit kleinem Schalldeckel, daneben Reste einer älteren Figurengruppe: Christus und Engel, Ende 17. Jahrhundert, an den Seiten Rocaille- und Akanthusschnitzereien. – Die weiß-gold gefasste, oktogonale Taufe um 1840. Im ersten Geschoss des Logenanbaus schöner Fayenceofen aus der Mitte des 18. Jahrhunderts. Reste eines hölzernen Epitaphs mit dem Wappen der Warnsdorf in der Loge. Seitlich des Kanzelaltars Grabstein für Joh. Christoph Warmsdorf mit Darstellung des Verstorbenen in Rüstung († 1685). Orgel 1852 (Schl... & Söhne, Schweidnitz), Einfriedungsmauer aus Bruchstein mit Klinker-Rollschicht, Pforte im Westen (Tor neu) und Pforte mit einflügligem Ziergitter-Tor im Norden, Zufahrts-Tor im Süden mit zweiflügligem Ziergitter-Tor, die historischen Grabmale befinden sich laut Auskunft der Unteren Denkmalschutzbehörde Görlitz in der Restaurierung, Torbäume (Tilia cordata). | 09277241 |
| Direkt Bild zu diesem Denkmal hochladen | Wohnhaus | Kirchplatz 1 (Karte)                                      | 1. Hälfte 19. Jahrhundert                                                                   | Baugeschichtlich von Bedeutung | 09277248 |
| Direkt Bild zu diesem Denkmal hochladen | Wohnhaus mit Hintergebäude | Kirchplatz 2 (Karte)                                      | 1. Hälfte 19. Jahrhundert                                                                   | Baugeschichtlich von Bedeutung | 09277247 |
| Direkt Bild zu diesem Denkmal hochladen | Pfarrhaus und Scheune | Kirchplatz 3 (Karte)                                      | 1. Hälfte 19. Jahrhundert                                                                   | Baugeschichtlich, ortsgeschichtlich und wirtschaftsgeschichtlich von Bedeutung. Pfarrgarten und Obstgehölze noch vorhanden. | 09277242 |
| Weitere Bilder                          | Rittergut Tauchritz (Sachgesamtheit) | Kirchplatz 12 (Karte)                                     | 1686 bis Ende 18. Jahrhundert                                                               | Sachgesamtheit Rittergut Tauchritz mit folgenden Einzeldenkmalen: Wasserschloss mit umgebendem Wassergraben, Wirtschaftshof mit allen großen Scheunen und Stallgebäuden sowie Reste der Einfriedungsmauer mit Toreinfahrt, im Schloss reiche Stuckarbeiten (siehe Einzeldenkmale unter gleicher Anschrift, Obj. 09277246) sowie die Anlage des Rittergutes als Sachgesamtheitsteil; erste Bauten 1357 als Veste Tucheras genannt, davon Rest eines Turmes erhalten, baugeschichtlich, künstlerisch und ortsgeschichtlich von Bedeutung. Mittelrisalit und Freitreppe, vorzügliche Stuckdecken 1715–1720. | 09302907 |
| Weitere Bilder                          | Wasserschloss mit umgebendem Wassergraben (Einzeldenkmal zu ID-Nr. 09302907) | Kirchplatz 12 (Karte)                                     | 1686 (vermutlich nach Brand, Reste von Vorgängern)                                          | Erste Bauten 1357 als Veste Tucheras genannt, davon Rest eines Turmes erhalten, baugeschichtlich, künstlerisch und ortsgeschichtlich von Bedeutung. Schloss, heute Wohnungen. Rechteckiger, zweigeschossiger Baukörper mit hohem abgewalmten Satteldach, 1686/87 über einer alten Wasserburganlage errichtet, von der an der Rückseite noch eine halbe Turmschale des 1883 abgebrochenen Turmes erhalten ist, der umlaufende Wassergraben im Zuge des Braunkohleabbaus im Norden verfüllt. Deckensicherung 1958, Dachreparatur 1994. Hauptfront des verputzten Bruchsteinbaus zu neun Achsen, die Seitenfront zu sechs Achsen, die rechteckigen Fenster mit Sandsteingewände. An der Südseite dreiachsiger Mittelrisalit mit Putzlisenen und Dreieckgiebel mit rundem Fenster, dieses umgeben von zwei Engeln, die Wappenschilde der von Gersdorf und Warnsdorf halten. Schlichtes Hauptportal über hohem Sockelgeschoss, davor Freitreppe. Mittelrisalit und Freitreppe, vorzügliche Stuckdecken 1715–1720. | 09277246 |
| Weitere Bilder                          | Wirtschaftshof mit allen großen Scheunen und Stallgebäuden (Einzeldenkmal zu ID-Nr. 09302907) | Kirchplatz 12 (Karte)                                     | 1686 (vermutlich nach Brand, Reste von Vorgängern)                                          | Einzeldenkmal der Sachgesamtheit Rittergut Tauchritz | 09277246 |
| Direkt Bild zu diesem Denkmal hochladen | Reste der Einfriedungsmauer mit Toreinfahrt (Einzeldenkmal zu ID-Nr. 09302907) | Kirchplatz 12 (Karte)                                     | 1686                                                                                        | Einzeldenkmal der Sachgesamtheit Rittergut Tauchritz | 09277246 |
| Weitere Bilder                          | Im Schloss reiche Stuckarbeiten (Einzeldenkmal zu ID-Nr. 09302907) | Kirchplatz 12 (Karte)                                     | 1. Viertel 18. Jahrhundert                                                                  | Einzeldenkmal der Sachgesamtheit Rittergut Tauchritz. Von überaus beachtlichem Wert sind die in den Räumen der beiden Geschosse erhaltenen Stuckdecken und stuckierten Supraporten aus dem 1. Viertel des 18. Jahrhunderts, insbesondere die Supraporten der Erdgeschosshalle, der mit Figuren und Akanthus reich verzierte Wandkamin im östlichen Ecksaal des unteren Geschosses sowie dessen Stuckdecke mit Darstellung weiblicher Tugenden, die Stuckdecken mit der Darstellung der vier Jahreszeiten im westlichen Eckraum des unteren Geschosses, die von reichem Akanthuswerk begleiteten emblematischen Darstellungen im westlichen Ecksaal des oberen Geschosses sowie die Blattmasken mit Akanthuswerk im südlichen Ecksaal des oberen Geschosses. | 09277246 |
| Direkt Bild zu diesem Denkmal hochladen | Feuerwehrhaus | Kirchplatz 18a (Karte)                                    | 1932                                                                                        | Putzbau mit holzverkleidetem Schlauchturm, baugeschichtlich und ortsgeschichtlich von Bedeutung | 09303036 |
| Direkt Bild zu diesem Denkmal hochladen | Armenhaus (vermutlich) | Kirchplatz 19 (Karte)                                     | 1. Hälfte 19. Jahrhundert                                                                   | Ortsgeschichtlich von Bedeutung | 09277245 |
| Direkt Bild zu diesem Denkmal hochladen | Scheune eines Zweiseithofes | Mühlgasse 1 (Karte)                                       | 1. Hälfte 19. Jahrhundert                                                                   | Fachwerkbau, baugeschichtlich und wirtschaftsgeschichtlich von Bedeutung. Wohnstallhaus abgebrochen, festgestellt im September 2009. Scheune als Wohnhaus umgebaut. | 09277234 |
| Direkt Bild zu diesem Denkmal hochladen | Bauernhof mit Wohnstallhaus und Scheune | Mühlgasse 2 (Karte)                                       | Ab 1850                                                                                     | Wohnstallhaus Obergeschoss Fachwerk verputzt, Scheune im rechten Winkel damit verbunden, Ziegelbau mit Lüftungslöchern, die Größe der beiden Bauten lässt auf eine Gartennahrung schließen, baugeschichtlich von Bedeutung | 09307088 |
| Weitere Bilder                          | Mühle (Nr. 3a), Müllerwohnhaus (Nr. 3) und zwei Scheunen | Mühlgasse 3, 3a (Karte)                                   | 1. Hälfte 19. Jahrhundert (Mühle und Scheune); bezeichnet mit 1856 (Scheune)                | Baugeschichtlich, ortsgeschichtlich und technikgeschichtlich von Bedeutung. Einstige Wassermühle, eine der beiden Scheunen liegt auf der anderen Straßenseite. | 09277235 |
| Weitere Bilder                          | Sächsisch-Preußischer Grenzstein: Pilarpaar Nr. 15 | Mühlgasse 3, 3a (bei) (Karte)                             | Nach 1828                                                                                   | Siehe auch Sachgesamtheitsdokument – Obj. 09305644, vermessungsgeschichtlich und landesgeschichtlich von Bedeutung als Zeitdokument der historischen Grenzziehung zwischen Sachsen und Preußen nach dem Wiener Kongress 1815. Zwei Granitquader (42 × 42 cm) mit Nummer 15 und Landeskürzel, je einer auf sächsischer („KS“, Königreich Sachsen) und preußischer Seite („KP“, Königreich Preußen) mit dazwischen befindlichem Läuferstein, über den die Grenzlinie verläuft farbige Fassung mit gezackten Bordüren nicht erhalten. | 09305405 |
| Direkt Bild zu diesem Denkmal hochladen | Wohnhaus | Mühlgasse 7 (Karte)                                       | Um 1910                                                                                     | Ziegelbau, eingeschossig mit Krüppelwalmdach, Zwerchhaus, Drempel und je zwei bzw. drei Gauben zur Vorder- und Rückseite, baugeschichtlicher Wert | 09306907 |

## Streichungen von der Denkmalliste
| Bild                                    | Bezeichnung                                          | Lage                                 | Datierung                          | Beschreibung | ID       |
| --------------------------------------- | ---------------------------------------------------- | ------------------------------------ | ---------------------------------- | --- | -------- |
| Direkt Bild zu diesem Denkmal hochladen | Denkmal für die Gefallenen des Ersten Weltkrieges    | Kirchplatz, auf dem Kirchhof (Karte) | Nach 1918                          | Ortsgeschichtlich von Bedeutung | 09277243 |
| Direkt Bild zu diesem Denkmal hochladen | Brennerei                                            | Kirchplatz 17 (Karte)                | 18. Jahrhundert                    | Zum Rittergut gehörig, baugeschichtlich und ortsgeschichtlich von Bedeutung                                                         | 09277244 |
| Direkt Bild zu diesem Denkmal hochladen | Kretscham mit Hauptbau, Saalbau und Nebengebäude     | Kirchplatz 20 (Karte)                | Um 1800 (Gasthaus); um 1900 (Saal) | Lisenengliederung, barocke Kartusche, ortsgeschichtliche und baugeschichtliche Bedeutung; nach 2014 von der Denkmalliste gestrichen | 09304082 |
| Direkt Bild zu diesem Denkmal hochladen | Bauernhaus als Bestandteil eines kleinen Bauernhofes | Viehweg 18 (Karte)                   | Um 1850                            | Scheune ist Nr. 17, baugeschichtlich von Bedeutung; nach 2014 von der Denkmalliste gestrichen                                       | 09302239 |

## Tabellenlegende
- Bild: Bild des Kulturdenkmals, ggf. zusätzlich mit einem Link zu weiteren Fotos des Kulturdenkmals im Medienarchiv Wikimedia Commons. Wenn man auf das Kamerasymbol klickt, können Fotos zu Kulturdenkmalen aus dieser Liste hochgeladen werden:
- Bezeichnung: Denkmalgeschützte Objekte und ggf. Bauwerksname des Kulturdenkmals
- Lage: Straßenname und Hausnummer oder Flurstücknummer des Kulturdenkmals. Die Grundsortierung der Liste erfolgt nach dieser Adresse. Der Link (Karte) führt zu verschiedenen Kartendiensten mit der Position des Kulturdenkmals. Fehlt dieser Link, wurden die Koordinaten noch nicht eingetragen. Sind diese bekannt, können sie über ein Tool mit einer Kartenansicht einfach nachgetragen werden. In dieser Kartenansicht sind Kulturdenkmale ohne Koordinaten mit einem roten bzw. orangen Marker dargestellt und können durch Verschieben auf die richtige Position in der Karte mit Koordinaten versehen werden. Kulturdenkmale ohne Bild sind an einem blauen bzw. roten Marker erkennbar.
- Datierung: Baubeginn, Fertigstellung, Datum der Erstnennung oder grobe zeitliche Einordnung entsprechend des Eintrags in der sächsischen Denkmaldatenbank
- Beschreibung: Kurzcharakteristik des Kulturdenkmals entsprechend des Eintrags in der sächsischen Denkmaldatenbank, ggf. ergänzt durch die dort nur selten veröffentlichten Erfassungstexte oder zusätzliche Informationen
- ID: Vom Landesamt für Denkmalpflege Sachsen vergebene, das Kulturdenkmal eindeutig identifizierende Objekt-Nummer. Der Link führt zum PDF-Denkmaldokument des Landesamtes für Denkmalpflege Sachsen. Bei ehemaligen Kulturdenkmalen können die Objektnummern unbekannt sein und deshalb fehlen bzw. die Links von aus der Datenbank entfernten Objektnummern ins Leere führen. Ein ggf. vorhandenes Icon  führt zu den Angaben des Kulturdenkmals bei Wikidata.